# Howard Bingham
Pour les articles homonymes, voir Bingham.
Howard Bingham, né le 29 mai 1939 à Jackson (Mississippi) et mort le 15 décembre 2016 à Los Angeles (Californie), est un photographe américain.

## Biographie
Né dans l'état du Mississippi, Howard Bingham emménage à Los Angeles à l'âge de quatre ans avec ses parents. 
En 1962, il photographie pour la première fois Mohamed Ali dans un combat de boxe, ce dernier lui demande d'être son guide à Los Angeles. Durant un demi-siècle, il devient son photographe attitré.
À partir de 1968, alors qu'il travaille pour Life, il couvre la convention nationale démocrate de 1968 de Chicago, les émeutes de Watts à Los Angeles ou encore le mouvement des Black Panthers. Il photographie également des personnalités politiques comme Malcolm X ou le président Gerald Ford. Considéré comme l'un des premiers photographes noirs d'Hollywood, ses clichés paraissent dans le Time, Sports Illustrated, People, Newsweek ou encore Ebony.
Surnommé par lui-même le « Forrest Gump du photojournalisme », il meurt le 15 décembre 2016 à Los Angeles à l'âge de 77 ans.

## Récompenses et distinctions
- 2010 : Lucie Award du photojournalisme

## Livres
- (en) Howard Bingham, Muhammad Ali : A Thirty Year Journey, Simon & Schuster, 7 octobre 1993, 192 p. (ISBN 978-0671760786)
- (en) Steve Crist (photogr. Howard Bingham), Black Panthers 1968, AMMO Books / Popular Ed edition, 1er novembre 2010, 192 p. (ISBN 978-1934429662)
- (en) Howard Bingham et Max Wallace, Muhammad Ali's Greatest Fight : Cassius Clay vs. the United States of America, M. Evans & Company, 16 décembre 2012, 288 p. (ISBN 978-1590772089)